# Haven van Breda

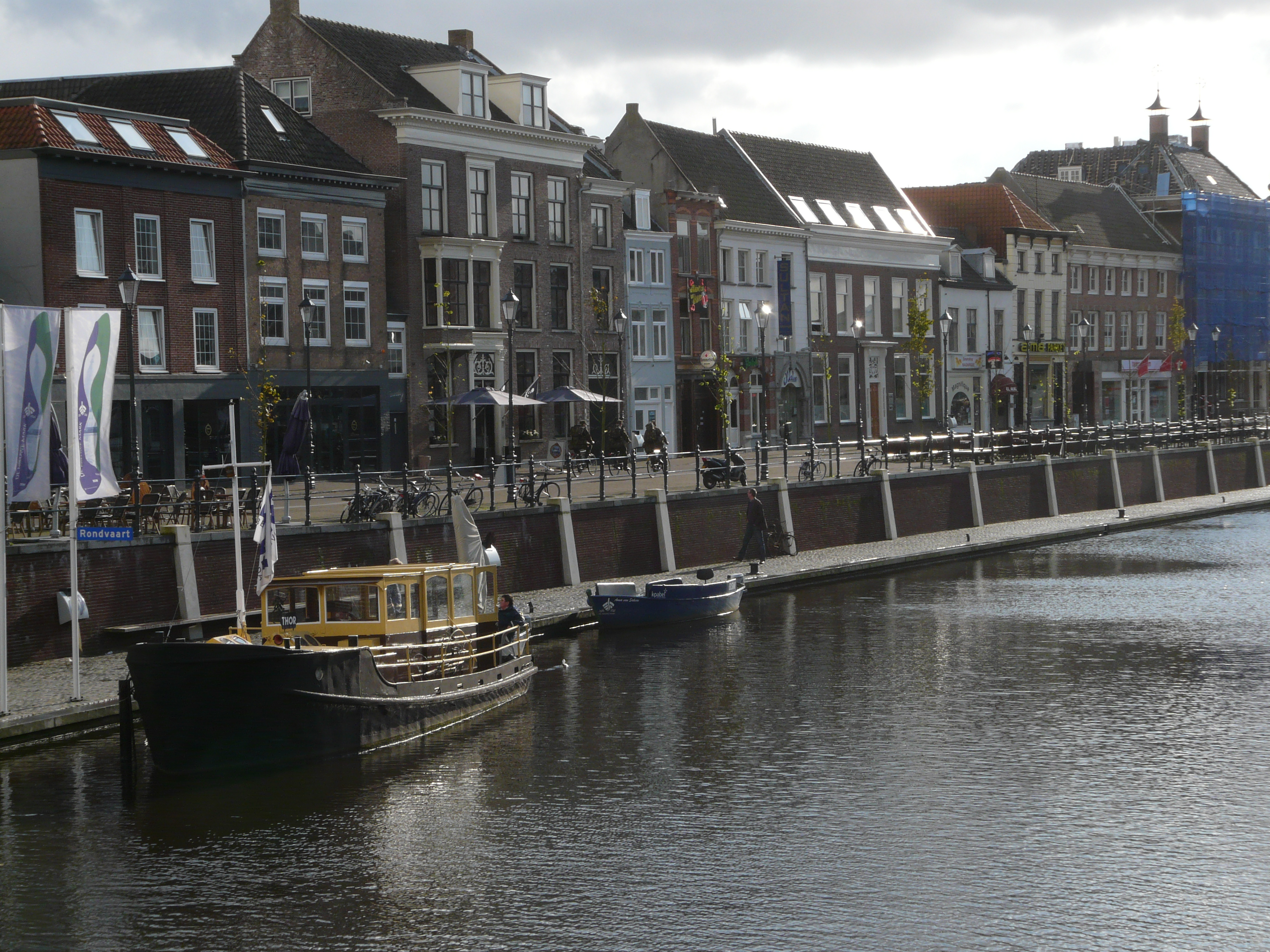
Haven

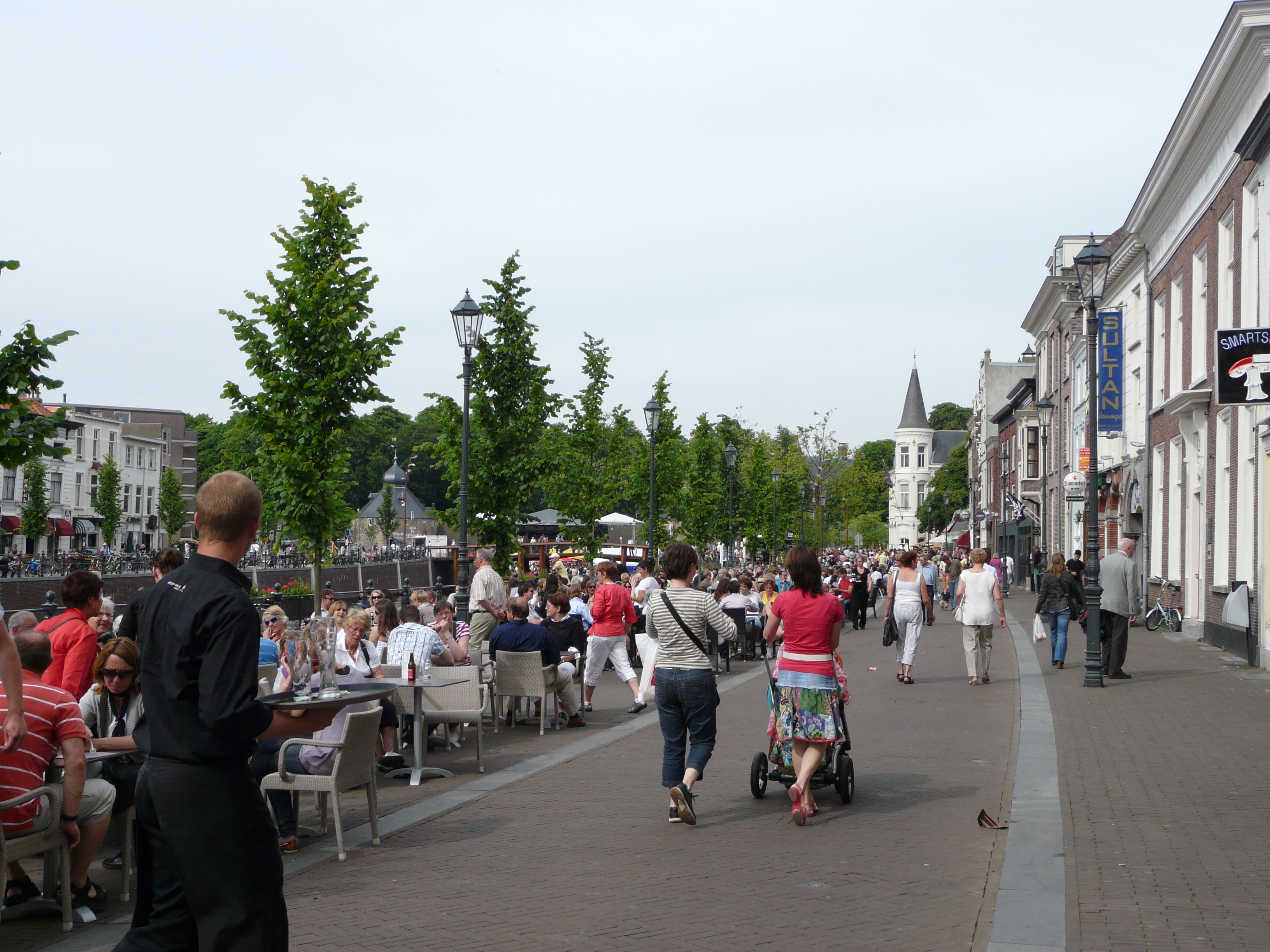
Terrassen langs de haven, mei 2009

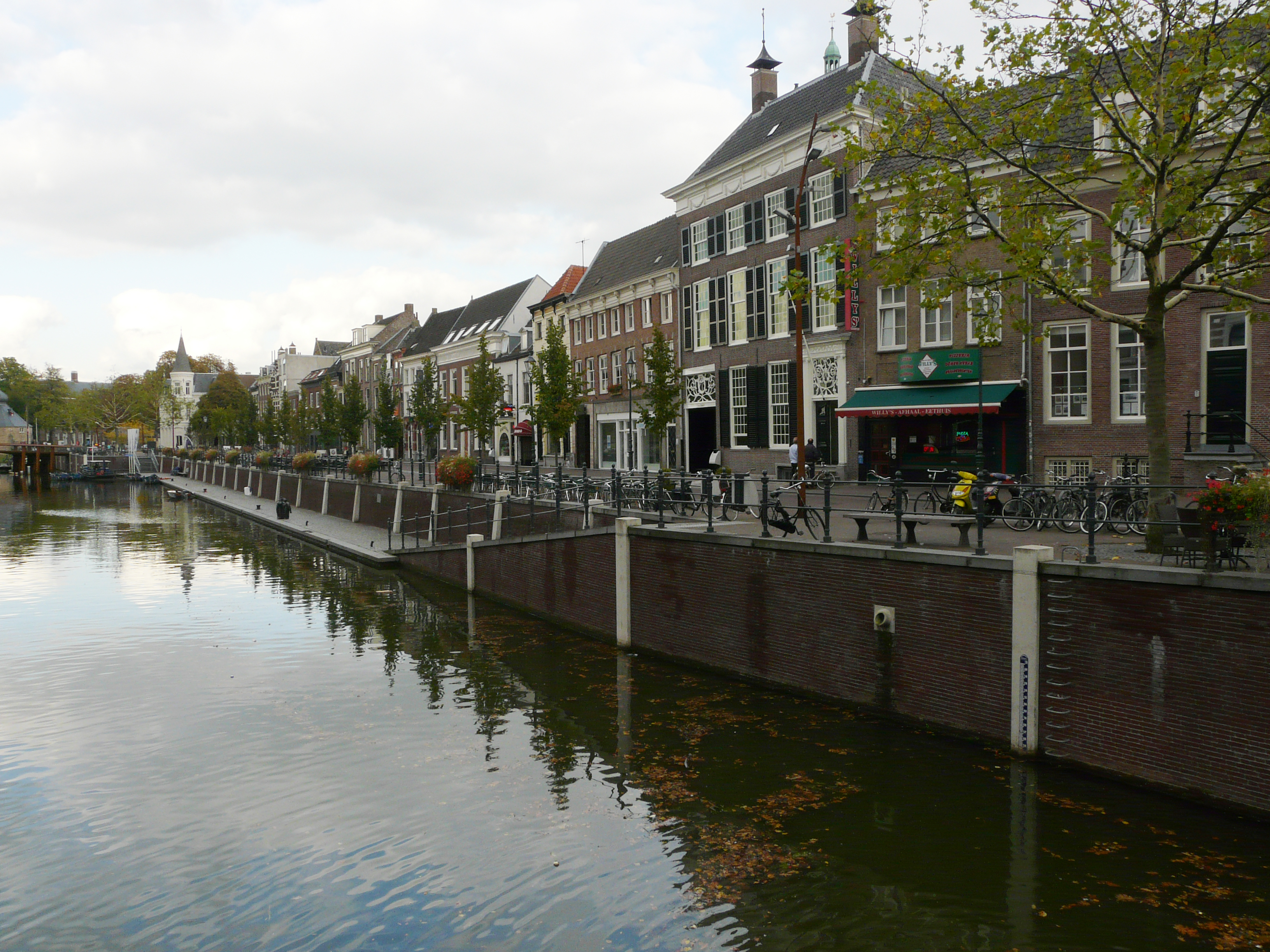
Haven

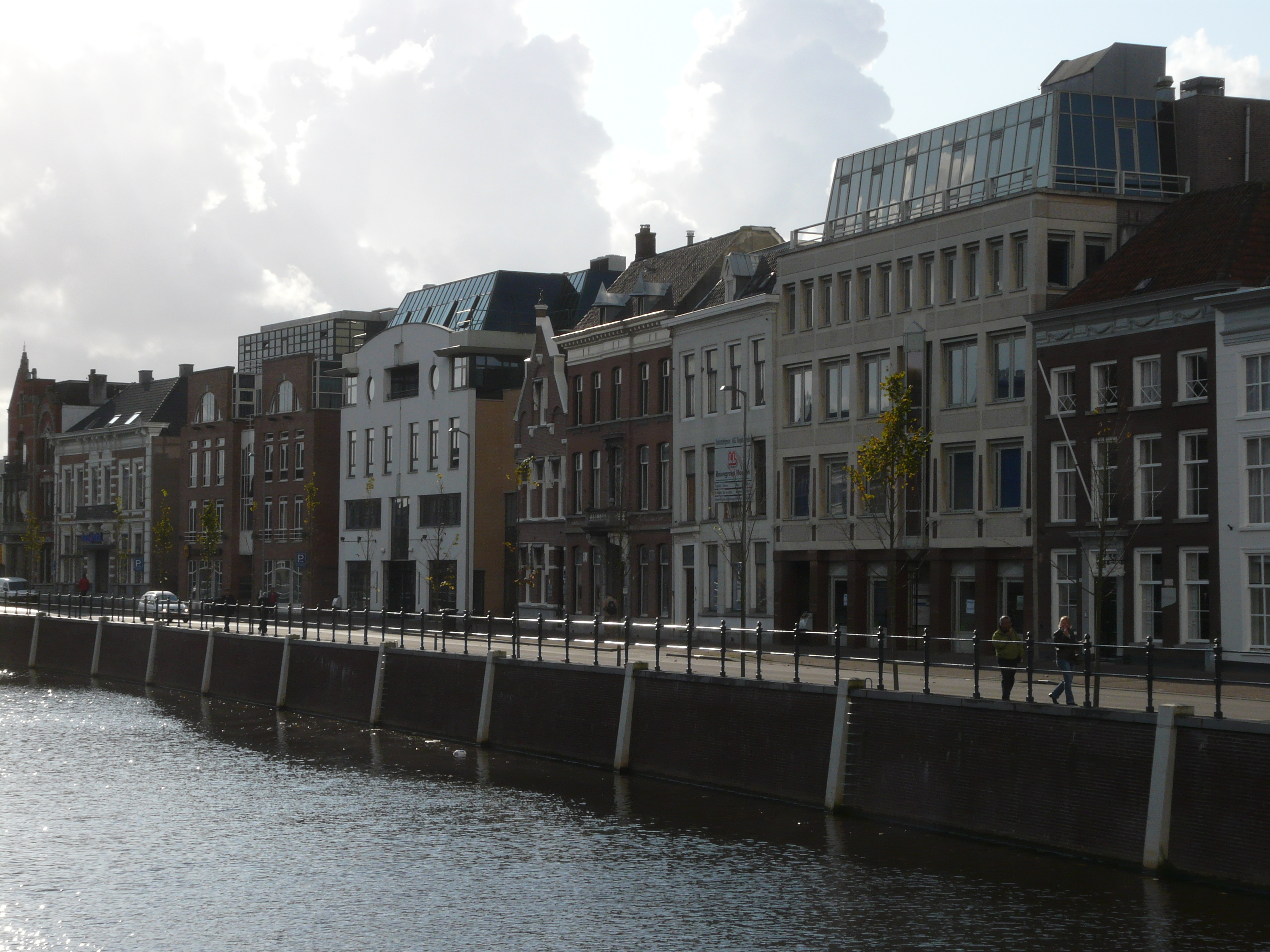
Prinsenkade

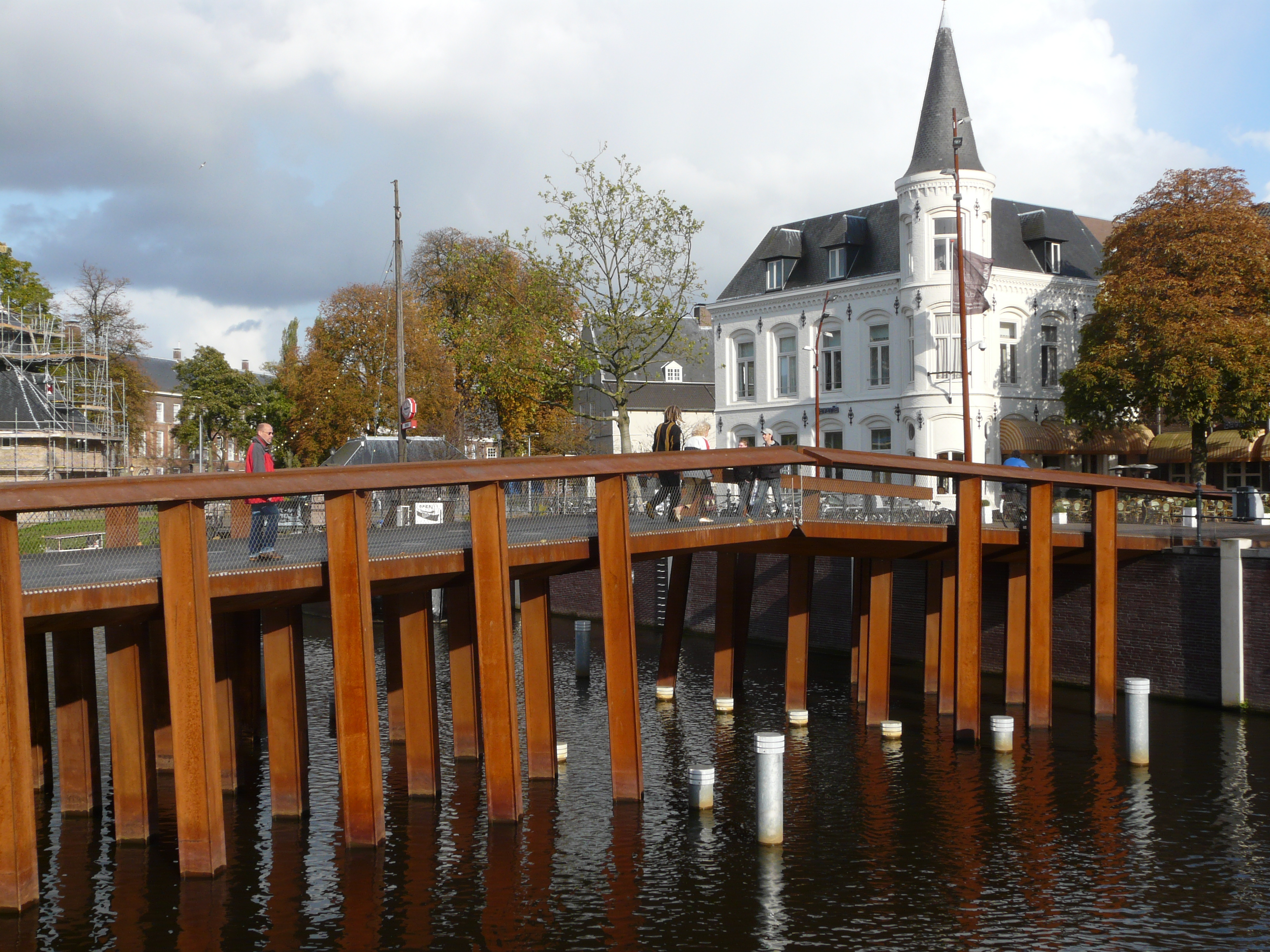
Hoge Brug met op de achtergrond het Oude Postkantoor

De haven van Breda is gelegen in de binnenstad van Breda. Zij ligt bij het Spanjaardsgat, niet ver van de Havermarkt, Vismarktstraat en de Grote Kerk. De haven was oorspronkelijk een stuk van de rivier de Mark, waaraan Breda zijn oorsprong te danken heeft. Tussen 1965 en 2007 was de haven gedempt. Sinds 2007 heeft ze een lage kade waar boten kunnen aanmeren, met daarboven horeca met terrassen. Daarnaast varen rondvaartboten vanuit de haven langs het Spanjaardsgat over de singels.
Langs de haven, tegenover de Prinsenkade, loopt ook een straat die Haven heet. De straat loopt vanaf het Oude Postkantoor en de vishal bij het Spanjaardsgat tot aan de Tolbrug bij de Lange Brugstraat en de Haagdijk. Het is een van de oudste straten van Breda. Er is geen doorgaand verkeer meer. Hier bevinden zich nu diverse horecagelegenheden. Door de veranderingen aan de haven zijn bij de kademuur terrassen aangelegd.  Los van de opnieuw gegraven haven zijn er enkele monumentale panden te vinden, waaronder het rijksmonument 'Den Anker' uit 1644.

## Geschiedenis
De haven van Breda bestond aanvankelijk uit een los- en ligplaats op het einde van de Vismarktstraat, waar ook de oude vishal is. Tussen 1552 en 1563 construeerden aannemers aan de oostzijde van de Mark en bovenstrooms een solide kademuur. 
Nadat in 1609 het Twaalfjarig Bestand tijdens de Tachtigjarige Oorlog was ingegaan liet de toenmalige Baron van Breda, Prins Filips Willem van Oranje, de oudste zoon van Willem van Oranje,  werken uitvoeren om Breda voor het personen- en goederenvervoer beter bereikbaar te maken. Dit droeg bij aan het herstel en de economische opbloei van de stad na een periode van chaos en achteruitgang ten gevolge van het oorlogsgewoel. Er ontstond een nieuw optimisme. Een van de ingrijpendste veranderingen in de economie en het stadsbeeld betrof de exploitatie van het gebied tegenover de kade bij de stadsmuur. In 1613 legde Filips Willem de eerste steen voor een nieuwe kade aan de westelijke overzijde van de Mark, tussen de Hoge Brug en de Haagdijk. De nieuwe kade werd naar hem genoemd de 'Prinsenkaay', tegenwoordig Prinsenkade geheten. Als de turfvaart gereed zou zijn gekomen kon het groeiende aantal turfschepen hier gaan aanleggen. Er werden al snel fraaie herenhuizen gebouwd alsmede enkele brouwerijen. In 1615 werd de Hoge Brug vervangen door een dubbele ophaalbrug. Ook het oude havengedeelte tussen het nieuwe waterpoort (Spanjaardsgat) en de Hoge Brug bij de vismarkten werd verbreed tot de nu nog bestaande zwaaikom waar schepen konden keren. Hiermee konden ook wat grotere schepen tot in het hart van de stad komen voor overslag en transport naar Zeeland en Holland. De capaciteit van de Bredase haven werd hiermee verdubbeld. Het woonmilieu aan de haven werd planmatig aangepakt om er een voorname uitstraling aan te geven en was te vergelijken met de nieuwe grachten in Amsterdam. Door dit welbewuste stedenbouwkundige concept groeide Breda door naar een volwaardige doorvoerhaven met Dinteloord als voorhaven en een groot achterland dat tot Leuven en Maastricht reikte. Filips Willem en een aantal bierbrouwers streefden al vanaf 1609 naar de aanleg van een directe verbinding van de veengebieden bij Achtmaal via de Pannenhoef en de Vloeiweide via de Weerijs naar de haven in het centrum van de stad. De Heren van Breda waren eigenaars van de veengronden en verleenden concessies aan ondernemers. Filips Willem verleende de concessies onder voorwaarde dat de turfvaart zou worden aangelegd.
Op 20 november 1618 voer het eerste met turf geladen schip Breda binnen onder trompetgeschal en het luiden van de grote Roelandsklok van de Onze Lieve Vrouwe Kerk. Duizenden mensen stonden aan de oude en nieuwe kade om te komen kijken. Het binnenvaren van dit turfschip markeerde de voltooiing van het ambitieuze havenproject van Filips Willem van Oranje en werd heel wat vrolijker ontvangen dan het binnenvaren van het turfschip in 1590, waarmee het kasteel van Breda werd veroverd door Staatse troepen. De Prins zou echter de oplevering van de Turfvaart niet meer meemaken. Begin 1618 was hij al overleden. Het turfschip uit 1590 is bekender en beroemder geworden dan het turfschip uit 1618, ook bij de Bredanaars.
Tot 1827 had Breda een open verbinding naar de Zeeuwse en Hollandse wateren. Het getijdeverschil is de haven was zestig centimeter. In eerste instantie werd zeevis later ook riviervis aangevoerd. Op de kop van de Vismarktstraat stonden visbanken. De riviervis werd verkocht onder een houten overkapping van het Waaggebouw (het latere Oude Postkantoor).
Nadat in 1937-1941 de Mark binnen de singels gedempt was, had de haven geen doorstroming meer. Hij werd een bron van stankoverlast en een onderwaterstort voor heel wat fietsen en bedden.

Na de demping van de haven in 1965 bleven een paar kademuurtjes en een parkeerterrein de plek omzomen. De economische havenactiviteiten verplaatsten zich naar de omgeving van de suikerfabriek in het noorden van de stad. De demping van de haven paste in de filosofie van de jaren zestig die er van uitging dat autoverkeer de binnenstad vlot moest kunnen binnendringen. Bovengronds vormde de gedempte haven een brede autoweg; ondergronds bevond zich de eerste ondergrondse parkeergarage van Nederland. Dat niet iedereen even tevreden was met deze oplossing blijkt wanneer al na enige jaren de eerste signalen om de ingreep weer ongedaan te maken weerklinken. Het was de toenmalige PvdA-wethouder Welschen die in de jaren 80 het idee opperde om de haven weer terug te halen.
Pas zo'n 25 jaar later besluit het stadsbestuur de haven en de Mark opnieuw uit te graven. In het laatste weekend van juni 2007 werd de haven opnieuw geopend en deze vormt nu een belangrijk onderdeel van de binnenstad. 
De namen Nieuwe Prinsenkade, Gebouw ´De Prins´ en Parkeergarage ´De Prins´ zijn afgeleid van de Prinsenkaay van Prins Filips-Willem van Oranje.

## Werkzaamheden
De werkzaamheden van dit project zijn in fasen verlopen van december 2004 tot in december 2008 het water definitief werd doorgetrokken. Er varen weer boten tot in het stadshart. In 2007 werd in het eerste gedeelte het water doorgetrokken. Het tweede deel, de Markendaalseweg, volgde later in 2007 en 2008. Het was een onderdeel van het project Water in Historic City Centres (WIHCC).
Er zijn uiteindelijk vier bruggen gekomen. Via de Hoge Brug, ontworpen door Eloi Koreman, kan men langs de oude visafslag richting de Havermarkt en de Grote Markt naar de autovrije binnenstad. Via de Tolbrug kan men door de Lange Brugstraat ook naar het stadshart. De twee andere bruggen volgden in de tweede bouwfase.
In 2007 werden terrassen aangelegd en bomen geplant. De straat de Haven en de Prinsenkade werden klaargemaakt voor de doorgaande route. Ook het gebied rond het Spanjaardsgat werd onder handen genomen.
Op 13 juni 2007 brak een schot van de dam die de Mark afsloot en begon de haven een dag vroeger dan het gepland vol te lopen. Dit heeft geen effect gehad op de werkzaamheden. De haven is volgelopen en heeft uiteindelijk een diepte van 1,70 meter bereikt. Op 10 oktober 2008 werd het gedeelte voor Dok 64 onder water gezet. Sinds 11 november 2008 staat in de gehele Nieuwe Mark weer water.

## Feiten en cijfers

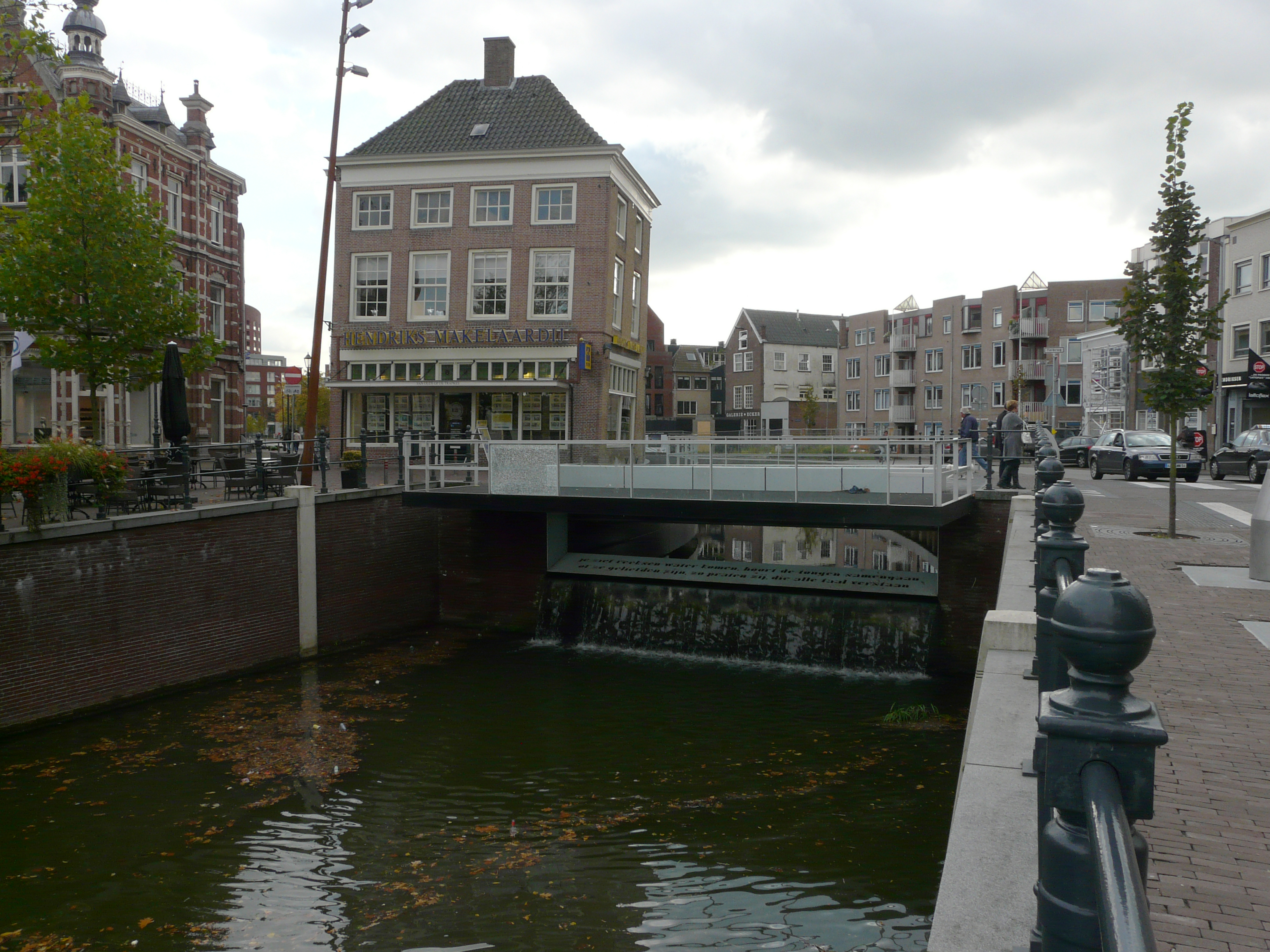
Tolbrug

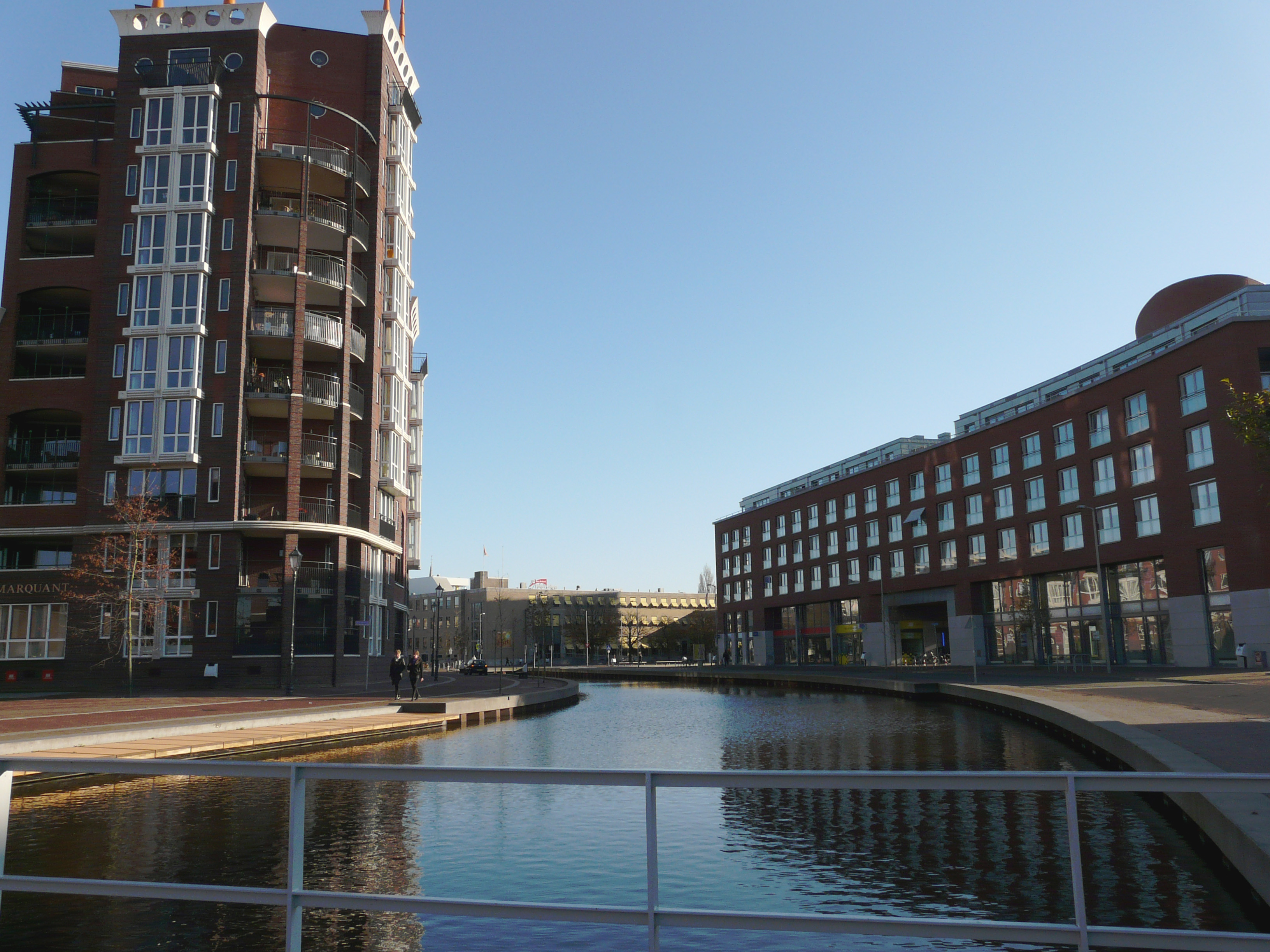
Haven van Breda

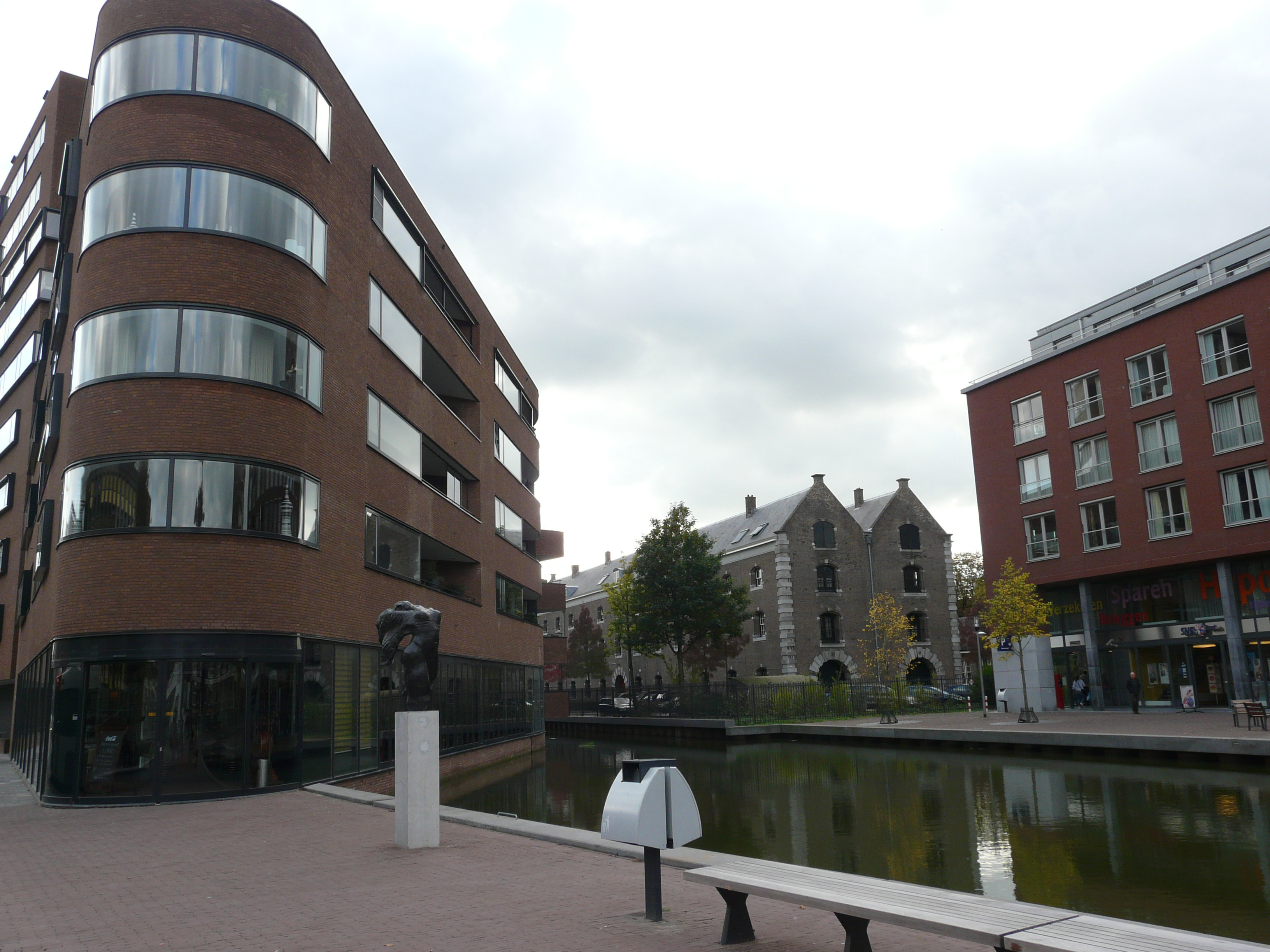
Haven van Breda

Enkele feiten en cijfers over de Haven zijn:
| Technische gegevens     |                                            |
| ----------------------- | ------------------------------------------ |
| werkgebied              | 43.000 m² = 4,3 ha (circa 8 voetbalvelden) |
| Lengte haven            | 205 m                                      |
| Breedte haven           | 30 m                                       |
| Diepte haven            | 1,7 m                                      |
| Lengte rivier           | 400 m                                      |
| Breedte rivier          | 18 m                                       |
| Diepte rivier           | 1,2 m                                      |
| Inhoud rivier           | 8.640.000 liter                            |
| Riolering               | 5,5 km                                     |
| Ankers damwanden haven  | 292 stuks                                  |
| Betonijzer              | 225.000 kg                                 |
| Grond                   | 43.464 m³                                  |
| Klinkers (straatstenen) | 1 miljoen                                  |
| Trottoirbanden          | 4000 m                                     |
| asfalt                  | 1931 ton                                   |
| Belijning op straat     | 4710 m                                     |
| Lichtmasten             | 115                                        |
| Verkeersborden          | 100                                        |
| Banken                  | 42                                         |
| Bruggen                 | 4                                          |

Aan de Haven werden 4 platanen en 42 lindes geplant.
De kosten van het hele project komen op € 29,5 miljoen.

## Feestelijke opening
Op 30 juni en 1 juli 2007 vond de officiële opening van de haven plaats. Er was een groot feest met onder andere optredens van Vader Abraham, VOF de Kunst, Corry Konings, Laura Fygi en DJ Cor Fijneman. Ook werd het Havenboek gepresenteerd.
Pierre Kartner schreef een speciaal openingslied, Breda jij bent de mijne, ik blijf de jouwe.

## Evenementen rond de haven
Op 19 december 2008 vonden activiteiten plaats in verband met het afronden van het project. In december worden jaarlijks speciale festiviteiten rond de haven in wintersfeer met winterevenement Winter Boulevard Breda gehouden.
In het voorjaar 2009 vond voor de tweede maal het Havenement plaats met onder andere de Spanjaardsgat-concerten bij het Spanjaardsgat en het Breda Jazz Festival.
In de zomer is er jaarlijks het muziekevenement de Zomer Boulevard Breda met diverse artiesten.

## Bron
1. ↑  Koen Ballemans (2007): '1937 - 'Demping van de Mark', in: Historische Canon van Breda,  Breda: Selexyz Gianotten / Stadsarchief.